# Мадзелян Василь
Василь Мадзелян (нар. 22 червня 1917, Монессен, Пенсільванія, США — пом. 3 червня 2005, Сакраменто, Каліфорнія, США) — митець українського (зокрема лемківського) походження, педагог.

## Життєпис
У 1920 році родина повернулася на Лемківщину до рідного села Більцарева (тепер у Новосондецькому повіті, Польща). Закінчив Тернопільську гімназію у 1937 році. Після матури повернувся на Лемківщину, але наступного року виїхав до Пенсільванії. Служив в американській армії з 1938 по 1961 рік.
Під час військової служби закінчив Мерілендський університет. Студії продовжував у м. Сакраменто (Каліфорнія), здобувши у 1961 р. диплом магістра мистецтва.
У 1964—1979 рр. викладав у середній школі рисунок, малювання, графіку, кераміку, скульптуру.
Помер 3 червня 2005 року в місті Сакраменто, штат Каліфорнія.

## Творчість
Відомий як живописець, майстер кераміки, графіки, скульптор. Пейзажі «Вільхи», «Руська ріка» нагадують краєвиди рідної Лемківщини. Вельми цікавий твір «Господар Карпат» (Лемківський бача). Оригінальні твори малої скульптури, що репрезентують тваринний світ. Окремі комбінації створені під впливом лемківських традицій круглого різьблення («Бізон», «Ведмежата»).
Майстер графіки — комплект із 33-х гравюр з лемківської тематики подарував Музею історії і культури лемків у Львові (на території лемківської зони етнопарку «Шевченківський гай»). У 1995 р. у Львові видав альбом «Лемківщина у творчості Василя Мадзеляна» (упорядник Іван Красовський). Пояснення до гравюр написав його брат Семен.
Був учасником численних персональних і колективних виставок.